# SRS Labs

Logo de SRS Corporate.

SRS Labs, Inc.  est une entreprise d'ingénierie américaine basée à Santa Ana (Californie) et spécialisée dans la technologie audio. Étant à la base une division de la compagnie Hughes Aircraft, SRS Labs, Inc. devient autonome en 1993 et est inscrite au Nasdaq en 1996 avec le code SRSL.
Le titre a été retiré en 2012, à la suite du rachat par DTS.

## Histoire
En 2012 la société est rachetée par DTS.

## Produits
Possédant environ 150 brevets, la compagnie développe des produits de technologie auditive pour environ 300 partenaires manufacturiers tels Microsoft, Samsung Group, LG Group, Toshiba, Vizio, Dell, Hewlett-Packard, Sony et ViewSonic,.
En 2008, environ 36 millions d'écrans plats équipés d'équipement développé par SRS Labs ont été vendus, ce qui représente environ 30 % de part de marché.
Récemment[Quand ?], la compagnie a commencé à manufacturer ses propres produits tels MyVolume (un adaptateur de volume sonore), SRS iWOW (pour iTunes, SRS HD Audio Lab (pour PC) et SRS iWOW Adaptor (pour le iPod).
Voici une liste des différents produits de SRS Labs :
- TruVolume
- StudioSound HD
- TruSurround HD
- TruSurround XT
- TheaterSound
- TheaterSound HD
- Headphone 360
- TruSurround HD4
- TruBass
- Dialog Clarity
- WOW HD
- Circle Surround
- CS Headphone
- CS Auto